# Абдили
Абдили — ханский род, правивший Гератом. Некоторые представители рода правили и другими провинциями (Тебриз, Кум, Исфахан, Эриван, Меручак), а также занимали иные государственные должности в Сефевидском государстве.

## Происхождение
Абдили происходили из племени шамлы, поселившимся в Сирии. Они были частью пленников, захваченных Тимуром в его победоносных войнах с Османами. Он освободил пленников в качестве дара Ходже Султану Али Ардебильскому и передал их под его опеку. Некоторые из них остались с Ходжой в Ардебиле, другие отправились обратно в Малую Азию, но продолжили поддерживать духовную связь с ним и оставались преданными ему. Эти освобождённые пленники стали известны как «суфии Сефевидского семейства». Племя шамлы состояло из семейств: Бейдили, Абдили, Арабгирли и Нилгаз. Основателем рода Абдили был полководец шаха Исмаила I Абди-бек Шамлы. После Туркестанского похода Исмаила Абдили становятся наследственными правителями Герата в течение многих лет.

## История
«Ахсан ат-таварих» Хасан-бека Румлу и «Арам араи-аббаси» содержат многочисленные упоминания о роли, которую шамлы сыграли в ранней истории Сефевидского государства. И, согласно Искандер-беку Мюнши, шамлы стояли во главе всех кызылбашских племён («sar-daftar-i oymaqat-i Qizilbash»). Ещё при Исмаиле I сын Абди-бека Шамлы — Дурмуш-хан в 1521 году был назначен губернатором Герата. После смерти Дурмуш-хана 1525 году эмиры и вельможи (аян) Герата избрали его брата Хусейна в качестве преемника без какого-либо подтверждения со стороны двора в Тебризе. Начиная с этого момента его титул «мирза» — эксклюзивное, зарезервированное за сефевидскими принцами обращение — был заменен на «хан». Главный министр Дурмуш-хана, Ходжа Хабибулла, ограничился всего лишь отправкой миссии ко двору шаха Тахмасиба с извещением о произошедшем. Однако три года спустя в битве при Джаме против узбеков, в которой сефевидские войска были близки к уничтожению, Хусейн-хан по-настоящему заслужил пост, который был унаследован им благодаря кровным узам. В день того кровавого побоища он продемонстрировал исключительную доблесть, в то время как многие из высокопоставленных эмиров сбежали с поля боя. Тахмасиб присутствовал на поле боя и убедился в верности Хусейн-хана. Вскоре после этой с трудом добытой победы Тахмасиб одобрил его назначение на пост губернатора Герата. Эта должность также несла с собой крайне желанный и политически влиятельный титул опекуна (лала) сефевидского принца, шахского брата Сам Мирзы. Позднее Сам Мирза женился на дочери Хусейн-хана.
В период правления шаха Исмаила II внук Дурмуш-хана и Султан Хусейн-хана — Алигулу-хан Шамлы в 1577 году был назначен губернатором Герата. Исмаил II пообещал Алигулу-хану награду за принятие должности губернатора: ему было разрешено жениться на дочери Тахмасиба I, Зейнаб-бейим, что связывало его напрямую с домом Сефевидов. В последующий период Алигулу-хан стал лалой принца Аббаса. Аббас особенно привязался к своему кызылбашскому опекуну, Алигулу-хану Шамлы, и его жене, Джанага-ханым, которая заботилась о нём на протяжении бо́льшей части его детства и юности. В дальнейшем став шахом, он официально выразит свою любовь и почитание к Джанаге-ханым, удостоив её титулом «nənə» («мать»), и она станет главой шахского гарема и объектом особого расположения шаха. Дом Алигулу-хана Шамлы был «государством в государстве», о чём свидетельствуют брачные союзы, которые он заключил с потенциальными врагами Сефевидского государства. Он был женат на грузинской принцессе Хурихан-ханым и дочери Мурад-бека Дана Халил Баяндур Каджара Джанага-ханым. Семья Алигулу-хана была во главе всех кызылбашских семей с точки зрения чистого богатства и власти. Лишь немногие кызылбашские вожди обладали таким количеством высокопоставленных лиц и хорошо оплачиваемые слуг как у Алигулу-хана. У него был библиотекарь Юлгулу-бек Шамлы. Само существование такой личности указывает на то, что Герат не только обладал обширной библиотекой, для которой им требовались услуги библиотекаря, но и занимал значительное место в культурной жизни Сефевидского государства как в качестве покровителей, так и в качестве производителей художественных и научных произведений. В своей роли губернаторов важной провинции шамлы также владели диваном, состоящим из нескольких визирей во главе с диванбейи. Кроме того, у Алигулу-хана был суфраджи, в обязанности которого входило наблюдение за надлежащим обеспечением домашнего хозяйства и хранением пищи. Суфраджи Алигулу-хана, Дура-бек Кирами, также отвечал за обслуживание за ужином и, за организацию развлечений, так как он был музыкантом. Множество других слуг как низкого, так и высокого ранга также служили вождю шамлы, поскольку он владел несколькими крепостями.
В самом начале царствования шаха Аббаса I упоминается Хусейн-хан Шамлы, о котором говорится как о одном из «великих эмиров» («umara-i uzzam»). На тот момент он был губернатором Кума, а также занимал должность горчуе шамшир. На двенадцатый год правления шаха Аббаса I Хусейн-хан Шамлы был назначен на очень видный пост губернатор Герата и эмира аль-умара или белярбея (примерно соответствует посту генерал-губернатора) Хорасана. Хусейн-хан умер в 1618 году, прослужив на этой должности двадцать лет. Сын Хусейн-хана, Хасан-хан, унаследовал ему в качестве назначенца на оба поста, и губернатора Герата, и белярбея Хорасана. Хасан-хан был, вне сомнения, ярчайшим представителем рода Абдили. Воин, управленец, поэт и каллиграф, Хасан-хан великолепно разбирался и в науке мира, и в науке управления, и в науке войны. Хасан-хану на постах губернатора Герата и бейлярбея Хорасана унаследовал его сын Аббасгулу-хан, который правил вплоть до 1679 года. В покровительстве культуре Аббасгулу-хан следовал по стопам своего знаменитого отца, сам также был поэтом, и несколько его муамма (акростихов и анаграмм) приводятся в работе Тахира Насрабади. Старшим из сыновей Хасан-хана был Казак-хан. Он был правителем Меручака и был убит во сне недовольными чагатайцами в 1618 году. Ещё один сын — Хусейнгулу-хан был младше Аббасгулу-хана, и после назначения того на пост в Герате заменил его на освободившейся должности горчуе шамшир. Другими сыновьями хана были: известный азербайджанский поэт даруга Кума, губернатор Кирмана, горчубаши, эшикагасыбаши и диванбейи — Муртузагулу-хан Зяфяр и правитель Меручака, искусный воин и управленец Алигулу-хан. Другими упомянутыми в источниках членами семейства Абдили являются: сын Аббасгулу-хана — Муршидгулу-хан; родственник Хасан-хана, служивший под его началом в Герате и затем направившийся в Индию Юсуф-бек Шамлы; служивший под началом Хасан-хана в Герате, и позднее — под началом Хусейнгулу-хана сына Хасан-хана, Будак-бек Шамлы. Будак-бек был поэтом и писал под псевдонимом «Насим».
В начале XVIII века после смерти Мухаммед Заман-хана Шамлы, новым правителем Герата стал Аббасгулу-хан Шамлы. Сконцентрировав силы для  борьбы с афганским племенем абдали, он расправился с ними и посадил в тюрьму вождя Абдуллу с сыном Асадуллой. Политика Аббасгулу-хана спровоцировала кызылбашский гарнизон Герата. Кызылбаши захватили хана «по причине его злодеяний» и отослал его в Исфахан с просьбой о его замене. Аббасгулу-хан был отстранён от должности от должности и вместе него правительство назначило Джафар-хана Устаджлы.

## Родословная
- Абди-бек Шамлы (ум. 1506)  — полководец шаха Исмаила I, тавачибаши.
  - Дурмуш-хан Шамлы (ум. 1525) — полководец шаха Исмаила I, эшикагасыбаши, губернатор Исфахана, Тебриза и Герата.
  - Хусейн-хан I Шамлы (ум. 1534) — полководец шаха Тахмасиба I, эмир аль-умара, губернатор Герата и Чухурсаада.
    - Султан Хусейн-хан Шамлы — сын Дурмуш-хана, полководец шаха Тахмасиба I.
      - Алигулу-хан I Шамлы (ум. 1589) — полководец шаха Исмаила II, губернатор Герата, лала Аббаса I.
        - Хусейн-хан II Шамлы (ум. 1618) — полководец шаха Аббаса I, горчуе шамшир, эмир аль-умара, губернатор Кума и Герата.
        - Хасан-хан Шамлы  (ум. 1641) — полководец шаха Аббаса I и Сефи I, губернатор Герата, поэт и каллиграф.
          - Казак-хан Шамлы (ум. 1618) — полководец шаха Аббаса I, правитель Меручака.
          - Аббасгулу-хан Шамлы (ум. 1679) — полководец шаха Сефи I, Аббаса II и Сулеймана I, горчуе шамшир, губернатор Эривана (или Кума) и Герата.
          - Алигулу-хан II Шамлы — полководец шаха Аббаса II,  правитель Меручака, поэт.
          - Муртузагулу-хан Султан Шамлы (род. 1591) — полководец шаха Сефи I и Аббаса II, азербайджанский поэт даруга Кума, губернатор Кирмана, горчубаши, эшикагасыбаши и диванбеги.
          - Хусейнгулу-хан Шамлы — полководец шаха Сефи I, Аббаса II и Сулеймана I, горчуе шамшир.
            - Мухаммед Заман-хан Шамлы — полководец шаха Султан Хусейна, губернатор Герата.
              - Аббасгулу-хан II Шамлы — полководец шаха Султан Хусейна, губернатор Герата.
                - Муршидгулу-хан Шамлы — сын Аббасгулу-хана II.

        - Юсуф-бек Шамлы — родственник и чиновник Хасан-хана.
        - Будак-бек Шамлы — чиновник Хасан-хана и Хусейнгулу-хана, поэт.